# Батюшко Ганна Євгенівна
Ганна Євгенівна Батюшко (нар. 24 жовтня 1981, Пінськ, Білорусь) — білоруська важкоатлетка, срібна призерка Олімпійських ігор 2004 року, призерка чемпіонату світу та Європи.

## Біографія
Гання Батюшко народилася 24 жовтня 1981 року в місті Пінськ. З дитинства почала займатися важкою атлетикою. На Олімпійських іграх 2000 року виступила у ваговій категорії до 58 кілограм, та показала восьмий результат. У 2003 році зуміла виграти бронзову медаль чемпіонату світу. На Олімпійські ігри Олімпійських іграх 2004 року їхала у статусі однієї з фавориток. Ці змагання вона розпочала зі світового рекорду в ривку (115.0 кг). У поштовху показала другий результат (127.5 кг). Сума, яку показала спортсменка виявилася ідентичною з сумою української спортсменки Наталії Скакун. Вага самої спортсменки на змаганнях була більшою, через це вона стала срібною призеркою, а Наталія Скакун стала олімпійською чемпіонкою. 
Протягом наступного олімпійського циклу Ганна двічі ставала прищеркою чемпіонатів Європи (срібло у 2006 році, бронза у 2007 році), також взяла участь у чемпіонаті світу 2007 року, ставши дванадцятою. На Олімпійських іграх Олімпійських іграх 2008 року виступила у ваговій категорії до 69 кілограм, та посіла п'яте місце. Залишилася у спорті на ще один олімпійський цикл, однак показати вагомі результати на змаганнях спортсменці не вдалося. Планувала виступити на Олімпійських іграх у Лондоні, однак травма завадила спортсменці поїхати на ці змаганнях. Повернулася у спорт у 2013 році, взявши участь в чемпіонаті Європи. Підняти вагу спортсменці не вдалося, після чого вирішила завершити кар'єру.

## Результати
| Рік              | Місце              | Вага             | Ривок            | Ривок            | Ривок            | Ривок            | Поштовх          | Поштовх          | Поштовх          | Поштовх          | Загалом          | Місце            |
| Рік              | Місце              | Вага             | 1                | 2                | 3                | Місце            | 1                | 2                | 3                | Місце            | Загалом          | Місце            |
| Олімпійські ігри | Олімпійські ігри   | Олімпійські ігри | Олімпійські ігри | Олімпійські ігри | Олімпійські ігри | Олімпійські ігри | Олімпійські ігри | Олімпійські ігри | Олімпійські ігри | Олімпійські ігри | Олімпійські ігри | Олімпійські ігри |
| ---------------- | ------------------ | ---------------- | ---------------- | ---------------- | ---------------- | ---------------- | ---------------- | ---------------- | ---------------- | ---------------- | ---------------- | ---------------- |
| 2008             | Пекін, Китай       | до 69 кг         | 105              | 110              | 110              | —                | 120              | 126              | 126              | —                | 225              | 5                |
| 2004             | Афіни, Греція      | до 63 кг         | 105.0            | 110.0            | 115.0            | —                | 120.0            | 120.0            | 127.5            | —                | 242.5            | 2                |
| 2000             | Сідней, Австралія  | до 58 кг         | 85.0             | 90.0             | 90.0             | —                | 102.5            | 107.5            | 112.5            | —                | 197.5            | 8                |
| Чемпіонат світу  |                    |                  |                  |                  |                  |                  |                  |                  |                  |                  |                  |                  |
| 2011             | Париж, Франція     | до 63 кг         | 100              | 107              | 110              | 5                | 117              | 123              | 123              | 14               | 224              | 10               |
| 2010             | Анталія, Туреччина | до 63 кг         | 101              | 105              | 105              | 7                | 115              | 119              | 119              | 12               | 216              | 10               |
| 2009             | Чіангмай, Таїланд  | до 63 кг         | 103              | 108              | 112              | 2                | 122              | 127              | 127              | 12               | 234              | 7                |
| 2007             | Чіангмай, Таїланд  | до 69 кг         | 95               | 100              | 103              | 10               | 115              | 115              | 120              | 16               | 218              | 12               |
| 2003             | Ванкувер, Канада   | до 63 кг         | 105.0            | 110.0            | 113.5            | 1                | 122.5            | 127.5            | 132.5            | 6                | 240.0            | 3                |